# Leif Erland Andersson
Leif Erland Andersson (Falkenberg; 4 de novembre de 1943 - Parròquia de Vinbergs, 4 de maig de 1979), va ser un astrònom suec. Va treballar en la cartografia de la cara oculta de la Lluna.

## Vida i obra
Andersson va ser un nen prodigi, que va guanyar el concurs de televisió suec 10.000-kronorsfrågan (La pregunta de les 10,000 corones) dues vegades, la primera vegada amb 16 anys.
D'adolescent també va ser un conegut aficionat a la ciència-ficció al seu país natal, on va presidir el MalCon el 1966 a Malmö, i va continuar l'edició d'una revista pionera per als aficionats a la ciència-ficció (la Scandinavian Amateur Press Alliance, SAPA) després que John-Henry Holmberg va deixar el càrrec poc després de 1964.
Andersson estudiava astronomia a la Universitat de Lund, quan va rebre una beca per l'Observatori San Michele a l'illa de Anacapri a Sicília el 1968.
Va estudiar el treball del professor Åke Wallenquist a la Universitat d'Uppsala. Posteriorment va anar a la Universitat d'Indiana Bloomington per completar el seu doctorat. Mentre va estar allí, es va casar amb Gloria Ptacek el 1973 a la Capella Beck de la Universitat d'Indiana.
Andersson va accedir a un càrrec d'investigador post-doctoral a l'estiu de 1973 per mitjà del Dr. Gerard Kuiper al Laboratori Lunar & Planetari de la Universitat d'Arizona a Tucson, Arizona, on va calcular el primer trànsit observable de Plutó i Caront a principis de la dècada del 1980, però no va viure per veure-ho.
Va catalogar els trets de la cara oculta de la Lluna, sent coautor del Catàleg de Nomenclatura Lunar de la NASA amb Ewen Whitaker, publicat el 1982.
Va morir per un càncer limfàtic a l'edat de 35 anys el 1979.

## Eponímia
- El cràter lunar Andersson porta el seu nom.[13]
- El Spacewatch Asteroid Project del Laboratori Lunar i Planetari de la Universidad de Arizona li va dedicar un asteroide del cinturó d'asteroides el 18 de desembre de 1995,[14] nomenant-lo (9223) Leifandersson en el seu honor, reconeixent el seu treball en la determinació de la posició del pol de Plutó.